# Mistrovství Evropy v judu 2003
? mistrovství Evropy se konalo v Philips Halle v Düsseldorfu, Německo, ve dnech 16.-18. května 2003

## Program
- PÁT - 16.05.2003 - superlehká váha (−60 kg, −48 kg) a pololehká váha (−66 kg, −52 kg) a bez rozdílu vah
- SOB - 17.05.2003 - lehká váha (−73 kg, −57 kg) a polostřední váha (−81 kg, −63 kg) a střední váha (−90 kg, −70 kg)
- NED - 18.05.2003 - polotěžká váha (−100 kg, −78 kg) a těžká váha (+100 kg, +78 kg)

## Výsledky

### Muži
| Kategorie | Zlato                   | Stříbro                  | Bronz                   | Bronz                       |
| --------- | ----------------------- | ------------------------ | ----------------------- | --------------------------- |
| −60 kg    | Nestor Chergiani (GEO)  | Craig Fallon (GBR)       | Armen Nazarjan (ARM)    | Ludwig Paischer (AUT)       |
| −66 kg    | Benjamin Darbelet (FRA) | Davit Margošvili (GEO)   | Hüseyin Özkan (TUR)     | Georgi Georgiev (BUL)       |
| −73 kg    | Hennadij Bilodid (UKR)  | Kiyoshi Uematsu (ESP)    | Anatolij Larjukov (BLR) | Krzysztof Wiłkomirski (POL) |
| −81 kg    | Sergei Aschwanden (SUI) | Nuno Delgado (POR)       | Alexej Budolin (EST)    | Florian Wanner (GER)        |
| −90 kg    | Valentyn Hrekov (UKR)   | Chasanbi Taov (RUS)      | Mark Huizinga (NED)     | Özgür Yılmaz (TUR)          |
| −100 kg   | Ari'el Ze'evi (ISR)     | Elco van der Geest (NED) | Antal Kovács (HUN)      | Igor Makarov (BLR)          |
| +100 kg   | Tamerlan Tmenov (RUS)   | Aythami Ruano (ESP)      | Paolo Bianchessi (ITA)  | Jurij Rybak (BLR)           |

### Ženy
| Kategorie | Zlato                      | Stříbro                    | Bronz                         | Bronz                         |
| --------- | -------------------------- | -------------------------- | ----------------------------- | ----------------------------- |
| −48 kg    | Ljubov Bruletovová (RUS)   | Giuseppina Macriová (ITA)  | Ann Simonsová (BEL)           | Taťjana Moskvinová (BLR)      |
| −52 kg    | Annabelle Euranieová (FRA) | Petra Nareksová (SLO)      | Barbara Bukowská (POL)        | Georgina Singletonová (GBR)   |
| −57 kg    | Isabel Fernándezová (ESP)  | Lena Göldiová (SUI)        | Sophie Coxová (GBR)           | Sabrina Filzmoserová (AUT)    |
| −63 kg    | Sara Álvarezová (ESP)      | Gella Vandecaveyeová (BEL) | Claudia Heillová (AUT)        | Ylenia Scapinová (ITA)        |
| −70 kg    | Raša Sraková (SLO)         | Heide Wollertová (GER)     | Catherine Jacquesová (BEL)    | Silvia Schlagnitweitová (AUT) |
| −78 kg    | Lucia Moricová (ITA)       | Raquel Prietová (ESP)      | Jenny Karlová (GER)           | Céline Lebrunová (FRA)        |
| +78 kg    | Karina Bryantová (GBR)     | Tea Donguzašviliová (RUS)  | Marie-Elisabeth Veysová (BEL) | Sandra Köppenová (GER)        |